# Halle (Zoutleeuw)
Halle  is een dorp in de Belgische provincie Vlaams-Brabant. Samen met Booienhoven vormt het Halle-Booienhoven, een deelgemeente van Zoutleeuw. Halle ligt in het zuidwesten van de deelgemeente. De dorpskern van Halle ligt dicht tegen die van Dormaal ten westen, waarvan het wordt gescheiden door de Dormaalbeek.

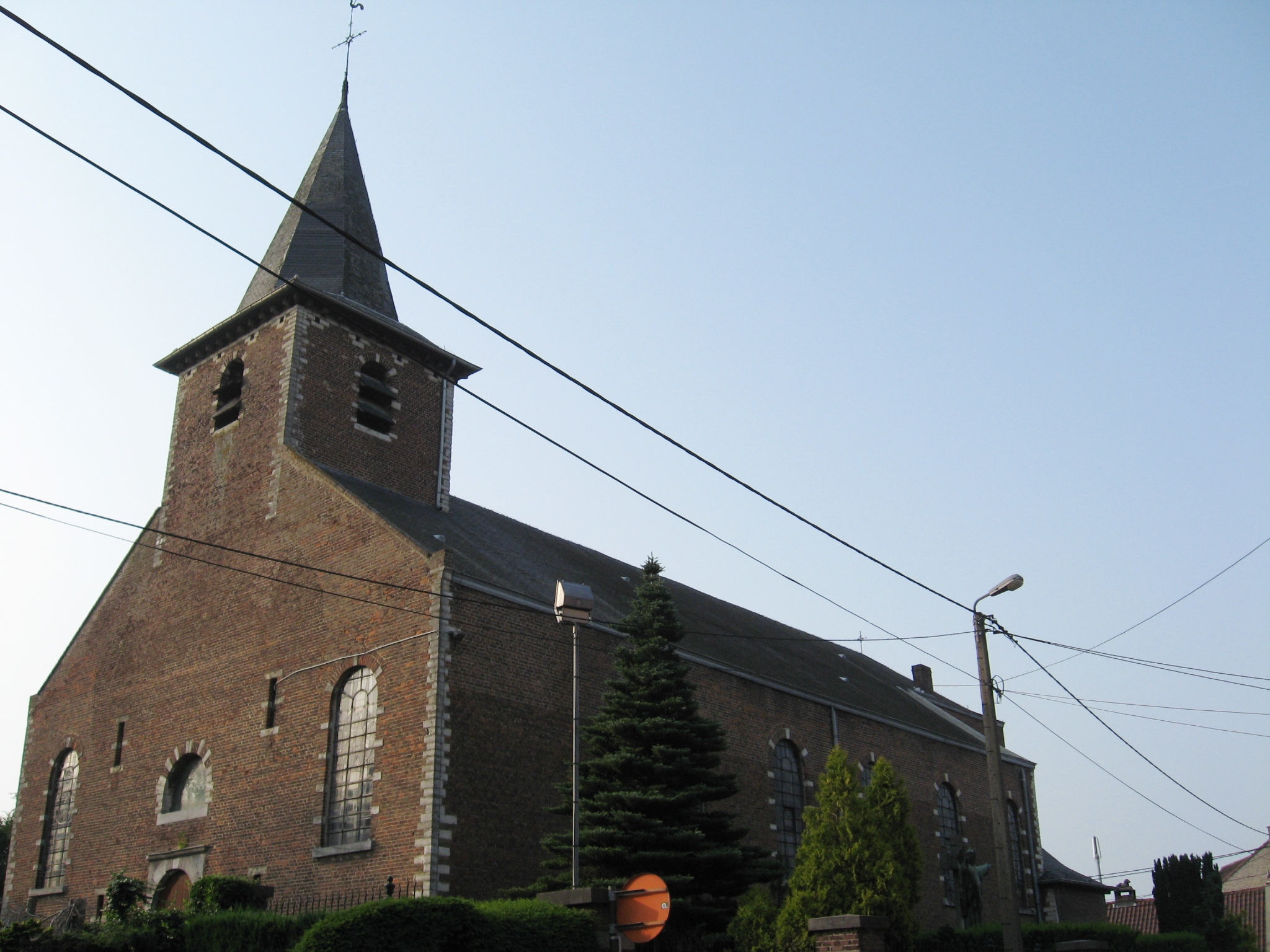
Sint-Bartholomeuskerk

## Geschiedenis
Op de Ferrariskaart uit de jaren 1770 is het dorp weergegeven als Halle, gelegen in het Prinsbisdom Luik, op de grens met het Hertogdom Brabant. Het naburige Dormael, net ten westen van Halle, behoorde tot Brabant.
Op het eind van het ancien régime werd Halle een gemeente. In 1822 werd de gemeente al opgeheven en samengevoegd met Booienhoven tot de nieuwe gemeente Halle-Booienhoven.

## Bezienswaardigheden
- De Sint-Bartholomeuskerk

## Natuur en landschap
De kerk van Halle ligt op een hoogte van 46 meter. Een aantal holle wegen en kasseiwegen zijn in de omgeving te vinden. Ook loopt er, ten zuiden van het dorp, een voormalige Romeinse heerbaan, de Romeinse Steenweg.

## Verkeer en vervoer
Door Halle loopt de N3, de steenweg van Tienen naar Sint-Truiden.

## Nabijgelegen kernen
Dormaal, Booienhoven, Wilderen, Velm
Deelgemeenten: Budingen · Dormaal · Halle-Booienhoven · Helen-Bos · Zoutleeuw

Overige dorpen en gehuchten: Booienhoven · Bos · Halle · Ossenweg

Belgische gemeenten · Arrondissement Leuven · Vlaams-Brabant · Vlaanderen